# 제1차 이토 내각
제1차 이토 내각(일본어: 第1次伊藤内閣)은 참의 이토 히로부미가 제1대 내각총리대신으로 임명되어, 1885년 12월 22일부터 1888년 4월 30일까지 존재한 일본의 내각이다.
태정관달(太政官達) 제69호에 의해 태정관제를 폐지하고, 대신 창설된 내각제에 근거해 성립된 일본 최초의 내각이다. 내각제의 발족과 동시에 그 운영에 대해 규정한 내각직권(内閣職権)이 제정됐다.

## 재직 기간
- 1885년(메이지 18년) 12월 22일 ~ 1888년(메이지 21년) 4월 30일
- 재직 일수 : 861일

## 개요
입헌 체제에 대비하는 국가 기구를 확립할 목적으로 1885년 12월에 내각제도가 수립됐다. 내각총리대신의 통솔 아래 일원적인 행정기관을 조직하는 것을 목표로 이토 내각은 사쓰마번과 조슈번의 균형 위에 성립됐다.
육군의 독일식 조직 개혁이나 제국대학령·소학교령 등의 제정으로 대표되는 교육 개혁과 시정촌제의 확립이 이루어졌다. 1886년부터 독일의 법학자 헤르만 뢰슬러의 지도 아래 이토 히로부미는 이노우에 고와시, 가네코 겐타로, 이토 미요지 등과 함께 헌법 초안을 기초하여 1888년 4월에 완성하였다.
그러나 외무대신 이노우에 가오루가 진행한 조약개정안에 포함된 외국인 재판관 제도와 로쿠메이칸으로 대표되는 서구화 정책이 내외의 반감을 일으켰다. 자유민권파의 의한 3대 사건 건백 운동과 대동 단결 운동, 보수중정파(천황친정파)로 꼽히던 농상무대신 다니 다테키의 사퇴를 초래하는 등 정부에 대한 비판이 높아졌다(메이지 20년의 위기). 결국 이토 히로부미는 이노우에 가오루를 사퇴시키고, 정적이라고 할 수 있는 오쿠마 시게노부와 구로다 기요타카를 각각 외무대신과 농상무대신으로 입각시켰으며, 보안조례를 제정하여 자유민권파에 대한 탄압에 나섰다. 이토 히로부미는 헌법과 황실전범의 제정 사업에 전념하기 위해 내각총리대신에서 사임하고 신설된 추밀원의장으로 자리를 옮겼다.

## 인사

### 국무대신
| 출신번벌 : 사쓰마번 조슈번 도사번 사가번 막신 |

| 직책         | 대수 | 성명              | 성명 | 출신                    | 취임일           | 퇴임일          | 비고     |
| ------------ | ---- | ----------------- | ---- | ----------------------- | ---------------- | --------------- | -------- |
| 내각총리대신 | 1    | 이토 히로부미     |      | 조슈번 백작             | 1885년 12월 22일 | 1888년 4월 30일 |          |
| 외무대신     | 1    | 이노우에 가오루   |      | 조슈 번 백작            | 1885년 12월 22일 | 1887년 9월 17일 |          |
| 외무대신     | -    | 이토 히로부미     |      | 조슈 번 백작            | 1887년 9월 17일  | 1888년 2월 1일  | 권한대행 |
| 외무대신     | 2    | 오쿠마 시게노부   |      | 사가번 백작             | 1888년 2월 1일   | 1888년 4월 30일 |          |
| 내무대신     | 1    | 야마가타 아리토모 |      | 조슈 번 백작 육군중장   | 1885년 12월 22일 | 1888년 4월 30일 |          |
| 대장대신     | 1    | 마쓰카타 마사요시 |      | 사쓰마번 백작           | 1885년 12월 22일 | 1888년 4월 30일 |          |
| 육군대신     | 1    | 오야마 이와오     |      | 사쓰마 번 백작 육군중장 | 1885년 12월 22일 | 1888년 4월 30일 |          |
| 해군대신     | 1    | 사이고 주도       |      | 사쓰마 번 백작 육군중장 | 1885년 12월 22일 | 1888년 4월 30일 |          |
| 사법대신     | 1    | 야마다 아키요시   |      | 조슈 번 백작 육군중장   | 1885년 12월 22일 | 1888년 4월 30일 |          |
| 문부대신     | 1    | 모리 아리노리     |      | 사쓰마 번               | 1885년 12월 22일 | 1888년 4월 30일 |          |
| 농상무대신   | 1    | 다니 다테키       |      | 도사번 자작 육군중장    | 1885년 12월 22일 | 1886년 3월 16일 |          |
| 농상무대신   | -    | 사이고 주도       |      | 사쓰마 번 백작 육군중장 | 1886년 3월 16일  | 1886년 7월 10일 | 권한대행 |
| 농상무대신   | -    | 야마가타 아리토모 |      | 조슈 번 백작 육군중장   | 1886년 7월 10일  | 1887년 7월 26일 | 권한대행 |
| 농상무대신   | 2    | 히지카타 히사모토 |      | 도사 번 자작            | 1887년 7월 26일  | 1887년 9월 17일 |          |
| 농상무대신   | 3    | 구로다 기요타카   |      | 사쓰마 번 백작 육군중장 | 1887년 9월 17일  | 1888년 4월 30일 |          |
| 체신대신     | 1    | 에노모토 다케아키 |      | 막신 해군중장           | 1885년 12월 22일 | 1888년 4월 30일 |          |

### 기타
| 출신번벌 : 조슈번 도사번 기타 번 |

| 직책         | 대수 | 성명            | 성명   | 출신             | 취임일           | 퇴임일          | 비고            |
| ------------ | ---- | --------------- | ------ | ---------------- | ---------------- | --------------- | --------------- |
| 내각서기관장 | 1    | 다나카 미쓰아키 |        | 도사 번 육군소장 | 1885년 12월 22일 | 1888년 4월 30일 | 원로원의관 겸임 |
| 법제국장관   | -    | 미설치          | 미설치 | 미설치           | 미설치           | 미설치          | 미설치          |
| 법제국장관   | 1    | 야마오 요조     |        | 조슈 번          | 1885년 12월 23일 | 1888년 2월 7일  | 궁중고문관 겸임 |
| 법제국장관   | 2    | 이노우에 고와시 |        | 히고 번          | 1888년 2월 7일   | 1888년 4월 30일 |                 |